# Ghostbusters (jeu vidéo, 2016)
Pour les articles homonymes, voir Ghostbusters (homonymie).
Ghostbusters est un jeu vidéo de type shoot 'em up développé par FireForge Games et édité par Activision, sorti en 2016 sur Windows, PlayStation 4 et Xbox One.

## Accueil
- GameSpot : 3/10[1]
- IGN : 4,4/10[2]